# Kozieł (kurhan)

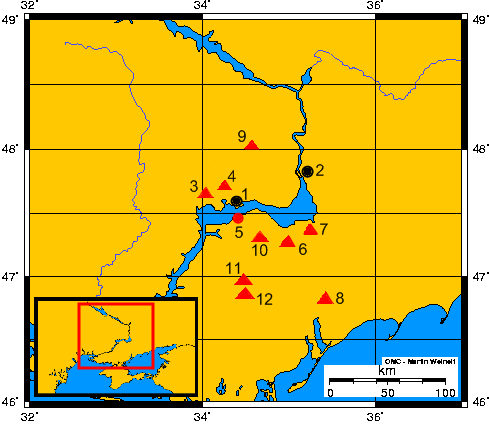
Stolica Scytów Grodzisko Kamjanśke i tzw. królewskie kurhany scytyjskie nad dolnym Dnieprem:
1) Nikopol (współczesne miasto)
2) Zaporoże (współczesne miasto)
3) Towsta Mohyła (kurhan)
4) Czortomłyk (kurhan)
5) Grodzisko Kamjanśke
6) Sołocha (kurhan)
7) Gajmanowa Mogiła (kurhan)
8) Kurhan Melitopolski
9) Kurhan Aleksandropolski
10) Wełyka Cymbałka (kurhan)
11) Kozieł (kurhan)
12) Oguz (kurhan)

Kozieł (ros., ukr. Козел) – kurhan scytyjski z drugiej połowy IV wieku p.n.e., położony koło miejscowości Nowoaleksandriwka, w chersońskim obwodzie Ukrainy. Zaliczany jest do tzw. królewskich kurhanów scytyjskich, zawierających pochówki władców i członków ich rodzin.
Jego pierwotna wysokość wynosiła 14 m, a obwód – 320 m. Zaliczany jest do grupy dużych kurhanów o objętości 36–40 tys. m3, ustępujących wielkością tylko kurhanom-gigantom, takim jak Czortomłyk i Oguz.
Konstrukcja jego części grobowej zbliżona jest do konstrukcji części grobowej kurhanu Czortomłyk. Jama wejściowa o głębokości 9,6 m zakończona jest 4 komorami grobowymi – katakumbami, rozmieszczonymi po 2 stronach. W momencie rozpoczęcia wykopalisk w 1865 komory były one już ograbione. Odnaleziono tam jedynie kawałki ceramiki, kilka złotych guzików i jedną okrągłą złotą blaszkę z wyobrażeniem głowy Ateny z profilu. Jednak na zachód od centralnego kompleksu grobowego odsłonięto w nasypie jeszcze jedną jamę z 3 odgałęzieniami, w których odkryto szkielety 11 koni, przy czym 6 z nich miało uprząż ze srebra, a 5 innych – z brązu. Poza tym na 3 koniach znajdowały się resztki siodeł, ozdobione złotymi, czworokątnymi blaszkami. Przy wschodnim i zachodnim boku „końskiego” grobowca odkryto 2 pochówki ludzkie, najprawdopodobniej koniuszych. Leżały przy nich żelazne noże z rękojeściami z kości, brązowe groty strzał i żelazna sprzączka.